# Birds of a Feather (альбом Кармен Макрей)
Birds of a Feather — студийный альбом американской певицы Кармен Макрей, выпущенный в 1958 году на лейбле Decca Records. Альбом был аранжирован Ральфом Бернсом, а в записи также принял участие саксофонист Бен Уэбстер. Все песни альбома так или иначе отсылают к птицам.

## Отзывы критиков
| Оценки критиков               | Оценки критиков |
| Источник                      | Оценка          |
| ----------------------------- | --------------- |
| AllMusic                      | [ 2 ]           |
| Billboard                     | [ 3 ]           |
| Encyclopedia of Popular Music | [ 4 ]           |
| The Penguin Guide to Jazz     | [ 5 ]           |

Джон Буш в рецензии на альбом для AllMusic написал, что «к счастью, есть много хороших песен на эту тему, и она не настолько узкая, чтобы всё внимание было сосредоточено на самих птицах». Буш высоко оценил соло Бена Уэбстера в песне «Bob White (Watcha Gonna Swing Tonight?)». Также он оценил «трогательную „A Nightingale Sang in Berkeley Square“ и непринужденную пасторальную „When the Swallows Come Back to Capistrano“». Биограф Уэбстера Франк Бухманн-Меллер написал, что его выступления на альбоме чередуются между «рутинными и вдохновенными», и сравнил его работу над «Flamingo» с «взмахом крыльев приземляющейся птицы». Рецензент журнала Cash Box отметил: «Успех мисс Макрей можно объяснить её артикулированным произношением и чёткой джазовой фразировкой. Никогда эти качества не были так очевидны, как в этом наборе „птичьих песен“ — дюжине мелодий с птицей в названии, искусно аранжированных дирижёром Бернсом, чтобы наилучшим образом продемонстрировать её стильный вокальный подход. На медленных композициях Мисс Макрей мечтательно романтична — на высоких нотах она настоящий сгусток радости. Еще одно прекрасное дополнение к её семи предыдущим дискам Decca — этот вызовет восторг у её фэндома». Нэт Хентофф из HiFi Review: «Это самый впечатляющий альбом Кармен Макрей на сегодняшний день. Она полностью контролирует свою вокальную технику. В дополнение к её обычной освежающе чёткой дикции, её фразировка постоянно озаряет, а пульсация уверенна. В её послании есть как остроумие, так и теплота. Выбор мелодий превосходен. Аранжировки Ральфа Берстса вряд ли могли быть более уместным. Они обладают мягким воображением и не мешают ей».

## Список композиций
1. «Skylark» (Хоги Кармайкл, Джонни Мерсер) — 3:00
2. «Bob White (Watcha Gonna Swing Tonight?)» (Берни Хэниген, Джонни Мерсер) — 2:55
3. «A Nightingale Sang in Berkeley Square» (Эрик Машвитц, Мэннинг Шервин) — 4:56
4. «Mister Meadowlark» (Уолтер Дональдсон, Джонни Мерсер) — 2:42
5. «Bye Bye Blackbird» (Рэй Хендерсон, Морт Диксон, Джин Остин) — 3:25
6. «Flamingo» (Тед Груья, Эдмунд Андерсон) — 3:43
7. «Eagle and Me» (Гарольд Арлен, Йип Харбург) — 2:45
8. «Baltimore Oriole» (Хоги Кармайкл, Пол Фрэнсис Уэбстер) — 3:51
9. «When the Red, Red Robin Comes Bob, Bob, Bobbin' Along» (Гарри Вудс) — 2:27
10. «Chicken Today and Feathers Tomorrow» (Джонни Маркс) — 3:08
11. «When the Swallows Come Back to Capistrano» (Леон Рене) — 2:33
12. «His Eye Is on the Sparrow» (Сильвия Д. Мартин, Чарльз Х. Гэбриел) — 3:19

## Участники записи
- Кармен Макрей — вокал
- Ральф Бернс[англ.] — аранжировщик, дирижёр
- Бен Уэбстер — тенор-саксофон
- Эл Кон[англ.] — тенор-саксофон (2, 7-10, 12)
- Марки Марковиц[англ.] — труба
- Дик Берг, Дональд Коррадо, Фред Кляйн и Тони Миранда — валторна (1, 3-6, 11)
- Дон Эбни[англ.] — фортепиано
- Манделл Лоу[англ.] или Барри Гэлбрейт[англ.] (2, 8, 12) — гитара
- Аарон Белл[англ.] — контрабас
- Тед Соммер, Дон Ламонд[англ.] (2, 8, 10) или Ник Стабулас[англ.] (7, 9, 12) — ударные
- Рэй Чарльз — хоровые аранжировки (12)